# Danny Morais
Pour les articles homonymes, voir Morais.
Danny Bittencourt Morais, né le 29 juin 1985 à Porto Alegre, est un footballeur brésilien. 
Il est défenseur au Santa Cruz FC.

## Biographie

### Carrière
- 2006-2011 :  SC Internacional
- 2010 :  Botafogo FR (prêt)
- 2011-2013 :  EC Bahia
- 2013-2014 :  Ettifaq FC
- 2014 :  Chapecoense
- 2015-2017 :  Santa Cruz FC
- 2017 :  Busan IPark
- 2018- :  Santa Cruz FC

### Palmarès
- Copa Sudamericana : 2008
- Coupe Suruga Bank : 2009
- Dubaï Cup : 2008
- Championnat du Rio Grande do Sul : 2008, 2009
- Championnat de Rio de Janeiro : 2010
- Championnat de Bahia : 2012
- Championnat du Pernambouc : 2015, 2016
- Coupe du Nordeste : 2016